# Madh Fort

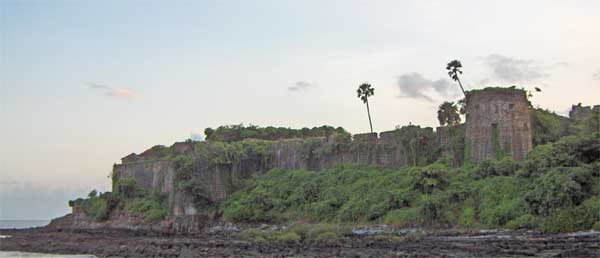
Madh Fort

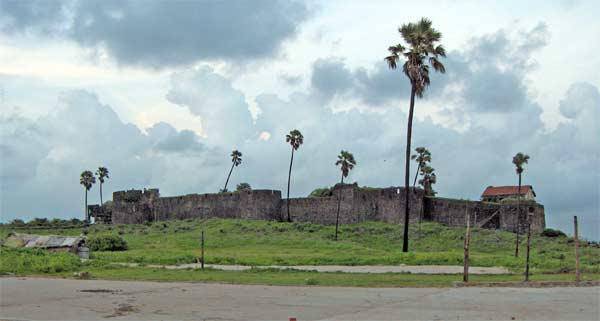
Madh Fort

Madh Fort, auch Versova Fort, ist eine Festungsanlage auf einer Insel an der Arabischen See bei Malad, Mumbai.

## Geschichte
Das Fort wurde im 17. Jahrhundert von den Portugiesen errichtet, die es im Februar 1739 an die Marathen verloren. Diese mussten das Fort ihrerseits im Jahr 1774 an die Briten übergeben.

## Sonstiges
Das unter der Aufsicht der Indian Air Force stehende Fort ist nur mit vorheriger Genehmigung zu besichtigen. Andererseits dient es immer wieder als Kulisse für Bollywood-Filme.